# エリーザベト・フランドリカ・ファン・ナッサウ
エリーザベト・フランドリカ・ファン・ナッサウ（Elisabeth Flandrika van Nassau, 1577年3月26日 - 1642年9月3日）は、オラニエ公ウィレム1世（沈黙公）の娘で、ブイヨン公爵アンリ・ド・ラ・トゥール・ドーヴェルニュの2番目の妻。テュレンヌ大元帥の母親である。

## 生涯
ホラント州その他の総督を務めるウィレム1世と、その3番目の妻でモンパンシエ公ルイ3世の娘であるシャルロット・ド・ブルボンの間の6人の娘たちのうちの次女として生まれた。母が1582年に早世し、父が1584年に暗殺された後は、姉妹と共に継母のルイーズ・ド・コリニーに養育された。
1594年、妹のシャルロッテ・ブラバンティナと共に、ユグノーのフランス人上級貴族とのお見合いのため、パリを訪れた。フランス王アンリ4世がカトリックに改宗して以後、多くのユグノー貴族たちは外国に同盟者を求めるようになっていたのである。
1595年4月15日にデン・ハーグにおいて、ブイヨン公爵アンリと結婚した。夫はフランスとフランドルの国境地帯にある小国家スダン公国の統治者でもあった（ブイヨン公爵領もスダン公国も、死別した先妻シャルロット・ド・ラ・マルクとの結婚を通じて相続したものである）。3年後の1598年、妹シャルロッテ・ブラバンティナがエリーザベトの夫の従弟であるトゥアール公爵クロード・ド・ラ・トレモイユに嫁いだ。
ブイヨン公爵夫妻には20歳以上の年齢差があったが、夫婦仲は良好だった。夫妻は結婚後、公爵家の本拠であるスダンに引っ越した。公爵夫人はスダン宮廷で趣味の音楽活動に没頭して過ごした。エリーザベトは姉妹たちと深い絆で結ばれており、彼女たちの間では多くの往復書簡が交わされた。妹シャルロッテ・ブラバンティナは1604年に未亡人となると、スダンに身を寄せた。甥のプファルツ選帝侯フリードリヒ5世や、その義弟（つまり義理の甥）のブランデンブルク選帝侯ゲオルク・ヴィルヘルムも、スダン宮廷に預けられて青年期を過ごした。
夫が1623年に死去すると、1626年に長男が成人するまでエリーザベトがスダン公国の摂政を務めた。エリーザベトの摂政のもと、カトリックへの傾斜を深めるフランスを逃れたユグノーの大多数がスダン公国に避難場所を求め、スダンはフランス語圏におけるプロテスタント文化の中心地に成長した。しかし、長男で後継者のフレデリック・モーリスがカトリック信徒と結婚し、自らもカトリックに改宗したため、エリーザベトは大いに落胆した。息子はブイヨンをリエージュ司教領に売却したうえ、スダン公国をフランス王国領の一部に戻してしまった。

## 子女
夫との間に8子があった。
- ルイーズ（1596年 - 1606年）
- マリー（1601年 - 1655年） - トゥアール公爵アンリ1世・ド・ラ・トレモイユと結婚
- ジュリアンヌ＝カトリーヌ（1604年 - 1637年） - 1627年、ルシー伯爵フランソワ4世・ド・ラ・ロシュフコーと結婚
- フレデリック・モーリス（1605年 - 1652年） - ブイヨン公爵
- エリザベート＝シャルロット（1606年 - 1685年） - 1619年、デュラス侯爵ギー・アルドンス・ド・デュルフォールと結婚
- アンリエット＝カトリーヌ（1609年 - 1677年） - 1629年、カンタン伯爵アモーリー・ド・ゴヨン・ド・ラ・ムーセイと結婚
- アンリ（1611年 - 1675年） - テュレンヌ子爵、フランス大元帥
- シャルロット（1613年? - 1662年）